# Augusts Kepke
Augusts Kepke (6 de janeiro de 1886, data de morte desconhecida) foi um ciclista russo que competiu nos Jogos Olímpicos de Verão de 1912 em duas provas de ciclismo de estrada.